# Vrilletta bicolor
Vrilletta bicolor is een keversoort uit de familie klopkevers (Anobiidae). De wetenschappelijke naam van de soort is voor het eerst geldig gepubliceerd in 1980 door White.